# 索菲伊夫卡區

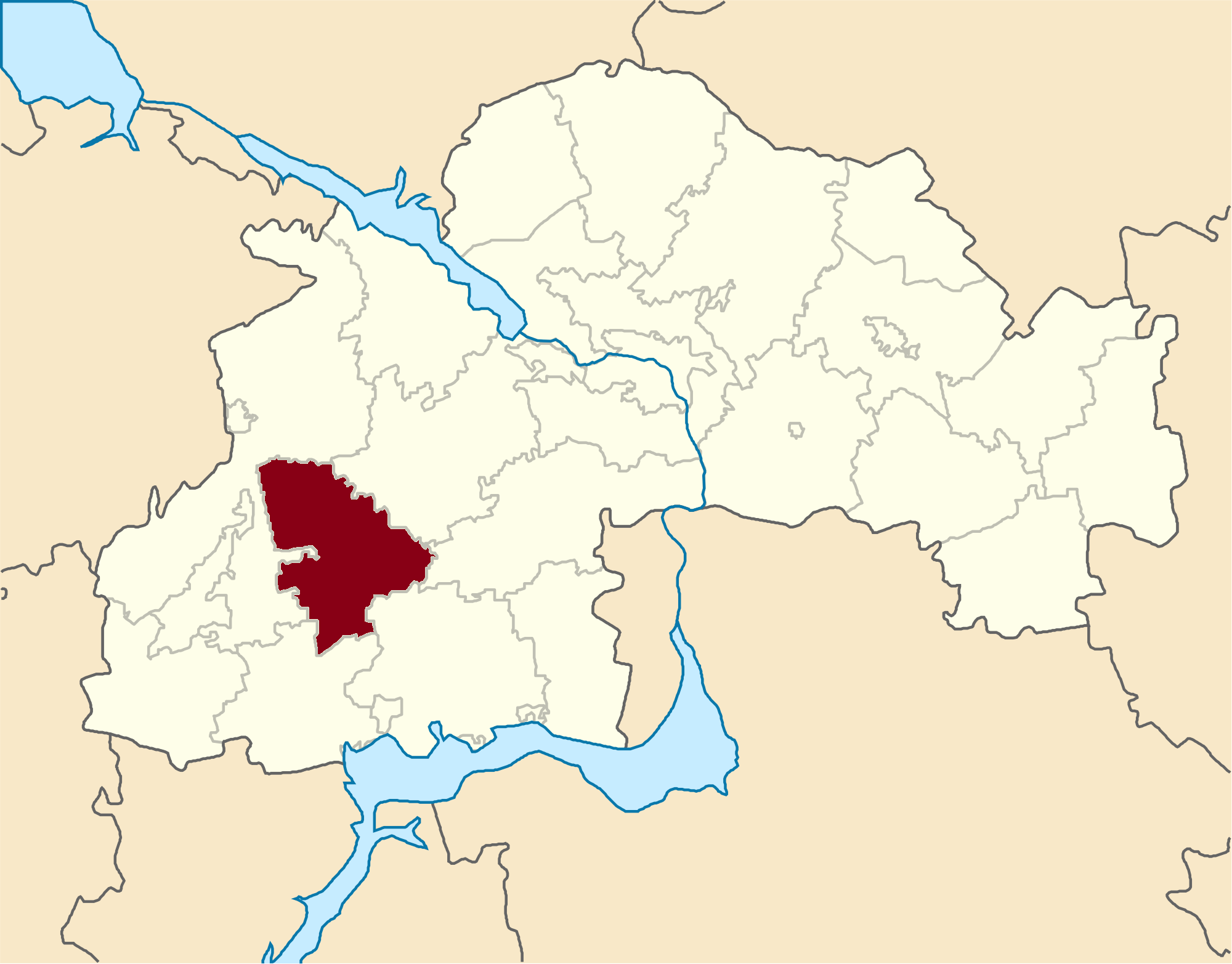

48°3′N 33°52′E / 48.050°N 33.867°E
索菲伊夫卡區（烏克蘭語：Софіївський район）是位於烏克蘭中部第聶伯羅彼得羅夫斯克州的舊區，首府設於索菲伊夫卡，並於2020年被撤銷。面積1,379平方公里，2013年人口22,793，人口密度每平方公里16.53人。
1. ↑  . Міністерство розвитку громад та територій України.   [2022-05-24]. （原始内容存档于2022-02-25） （乌克兰语）.